# Забрањене фотографије (филм)
Забрањене фотографије (енгл. One Hour Photo) амерички је психолошки драмски филм из 2002. за који је сценарио и режију урадио Марк Романек. Главне улоге су Робин Вилијамс, Кони Нилсен, Мајкл Вартан, Гари Кол и Ерик Ла Сал. Филм је продуцирао Catch 23 Entertainment, уз Killer Films и John Wells Productions; издао га је Fox Searchlight Pictures.
Премијера филма је била на Санденс филмском фестивалу 2002; ограничено издање је било 21. августа, а пуно 13. септембра. Филм је добио позитивне критике, уз похвалу сценарија Романека и кинематографије Кроненвета, док је Вилијамсов атипичан перформанс добио универзално позитивне критике (ово је глумцу донело награду Сатурн за најбољег глумца). Филм је био комерцијални успех такође, уз зараду од 52,2 милиона наспрам буџета од 12 милиона америчких долара.

## Радња
Симор „Си” Париш (Вилијамс) ради као техничар фотографије у биг боксу шопинга Савмарт (енгл. SavMart). Он је перфекциониста, усамљен и преокупиран својим послом. Омиљена муштерија му је породица Јоркин, чије фотографије развија већ много година. Током овог периода, он је постао опседнут овом породицом; израдио је колаж са стотинама њихових фотографија које је израђивао и за себе. Међутим, пошто је стидан и социјално интровертан, покушаји да се приближи породици били су неуспешни.
Си на крају успева да ступи у контакт с Нином Јоркин (Нилсен) тако што се претвара да је заинтересован за књигу коју она чита а коју је видео у њеној торби након што је она купила. Нина сазнаје да Си живи усамљеничким животом, што је њен син Џејк препознао претходно. Следећег дана, Си бива отпуштен; менаџер продаје у Савмарту Бил (Кол) открива да је Си штампао много више примерака него што је наручено и плаћено, а такође је изостајао с посла, узимао одморе за ручак од 90 минута, делио опрему бесплатно (нпр. једнократни фото-апарат је дао као поклон Нинином сину), викао у јавности препирући се са особљем за одржавање машине за развијање слика итд.
Прегледајући своје фотографије последњи пут, Си открива да Вил Јоркин (Вартан) има ванбрачну аферу; Сијева идилична концепција Јоркинових као савршене породице се урушава. Он кришом ставља фотке Вила и његове љубавнице Маје Берсон (Данијелс) у омот са сликама које је Нина наручила и треба да их покупи. Након овога, он је прати и после тога у стилу папараца услика Билову малу ћерку; шаље слике Билу као претњу. Јоши, други запосленик у Савмарту, открива слике и предаје их Билу, након чега се покреће полицијска истрага против Сија.
Детективи Ван Дер Зи (Ла Сал) и Аутербриџ (Грег) откривају Сијеву опсесију, а Си се супротставља Вилу и Маји током њиховог састанка у хотелској соби. Наоружан ножем који је украо у Савмарту и својим апаратом, Си приморава љубавнике да позирају голи у сексуалним позама док их он фотографише. Након сукоба, Си види да је полиција стигла у хотел и бежи кроз излаз за ванредне случајеве. Окида аларм и Ван Дер Зи га прати а Аутербриџ налази Вила и Мају, физички неповређене али емоционално истрауматизоване. Полиција пресреће Сија на паркингу гараже хотела. Након што је ухапшен, Си тврди да је „само сликао”.
Када Ван Дер Зи пита Сија зашто је терорисао Вила и Мају, он одговара да је закључио да је Ван Дер Зи добар отац и да никада не би правио „болесне, срамотне слике за гађење” своје деце, чиме се имплицира да је Сијев отац био злостављач и да је експлоатисао свог сина за дечју порнографију. Си потом тражи слике које је направио у хотелу, које Ван Дер Зи описује као „доказ”. У питању су само снимци објеката и намјештаја у хотелској соби. Филм завршава израђеном породичном фотографијом Јоркинових с Виловом руком око насмејаног Сија.

## Постава
| Глумац           | Улога                             |
| ---------------- | --------------------------------- |
| Робин Вилијамс   | Симор Париш                       |
| Мајкл Вартан     | Вил Јоркин                        |
| Кони Нилсен      | Нина Јоркин                       |
| Дилан Смит       | Џејк Јоркин                       |
| Гари Кол         | менаџер Бил Овенс                 |
| Ерин Данијелс    | Маја Берсон                       |
| Ерик Ла Сал      | детектив Џејмс Ван Дер Зи         |
| Кларк Грег       | детектив Пол Аутербриџ            |
| Пол Х. Ким       | Јоши Араки                        |
| Кристина Магаргл | гђа Фон Унверт                    |
| Дејвид Морланд   | гдин Сискинд                      |
| Џим Реш          | човек са аматерским порно сликама |
| Ник Серси        | мајстор                           |

## Продукција
Романек је намеравао да филм буде пуно дужи, али је студио одредио да се скрати, елементи реаранжирају и сл. због комерцијалног разлога. Почетак, на пример, пребачен је на крај. Такође, неколико Сијевих реплика у монологу уклоњено је у целости, а друге сцене су поново снимљене уз мање текста. Оригинална верзија има старије музичке нумере које нису коришћене у финалном производу. Режисерова верзија се не може купити, али је приказана на Санденс филмском фестивалу.
Трент Резнор из бенда Најн инч нејлс компоновао је оригиналну музику, али је Романек одбио. Неки делови музике еволуирали су у материјал који се нашао на ЕП-у Најн инч нејлса, Still.
У складу с тематиком филма (фотографија), имена неколико ликова су узета од стварних фотографа: Сијев помоћник у Савмарту, Јоши Араки (према Нобу-Јошију Аракију); детектив Ван Дер Зи (Џејмс Ван Дер Зи); детектив Аутербриџ (Пол Аутербриџ); Маја Берсон (Ненси Берсон); и купци из Савмарта гђа Фон Унверт (Елен фон Унверт) и гдин Сискинд (Арон Сискинд). Такође, хотел с краја филма, Еџертон, добио је име по познатом фотографу — Харолд Јуџин Еџертон.
У једном делу Си говори: „Они заправо верују да било који идиот који оде на дводневни семинар може да усаврши уметност прављења дивних слика у мање од сат. Али наравно, као и већина ствари, има ту пуно више од онога што око види.” Робин Вилијамс се припремао за улогу вежбајући два и по дана у јужнокалифорнијској лабораторији за развијање фотографије.
У интервјуу, Романек је рекао да је био надахнут да створи овај филм делима о ’усамљеним људима’ из 1970-их, поготово Таксистом (1976).
У ДВД коментару, Романек каже да је Џек Николсон био први могући избор за насловни лик; Николсон је, међутим, улогу одбио.

## Пријем

### Критика
Филм је добио генерално позитивне критике, 81% рејтинг на рецензентном агрегатору Rotten Tomatoes на основу 193 критичка осврта; просечан рејтинг је 7 од 10, а консензус следећи: „Робин Вилијамс је веома ефективан у овом језивом, добро снимљеном трилеру.” Агрегирана оцена на Metacritic-у је 64 од 100. Роџер Иберт из Чикаго сан-тајмса дао је филму три и по звездице и написао: „Робин Вилијамс игра Сија, још једног од својих отворених, насмејаних лудака, као што је и убица у ’Несаници’. Он то ради тако добро да немате ни најмању потешкоћу да га прихватите у улози.” Мик Ласал из Сан Франциско кроникла истакао је да је филм „ни близу интелигентан, промишљен или дубински као што то обећава. Свеједно, конзистентна деликатност и емоционална јасноћа Вилијамсове глуме у Забрањеним фотографијама чини немогућим да се слика [радње, тематике] не добије.”.

### Буџет и зарада
Ограничено издање је било 21. августа 2002. у седам биоскопа, уз зараду од 321.515 $ (просек 45.930 $ по биоскопу). Шире издање је било 13. септембра, у 1.212 биоскопа. Како год, филм је зарадио само нешто више од 8 милиона долара тог викенда, уз укупну зараду од 31.597.131 долара у САД и 20.626.175 долара ван САД; међународна зарада је укупно 52.223.306 $; ово је више него солидан комерцијални успех, јер буџет је био око 12 милиона долара.

### Признања
| Награда                  | Категорија                                 | Реципијенти    | Резултат   |
| ------------------------ | ------------------------------------------ | -------------- | ---------- |
| Избор критичара          | Најбољи глумац                             | Робин Вилијамс | Номинација |
| Далас-Форт Ворт          | Најбољи глумац                             | Робин Вилијамс | Номинација |
| Онлајн филмски критичари | Најбољи глумац                             | Робин Вилијамс | Номинација |
| Онлајн филмски критичари | Најбољи нови филмаџија                     | Марк Романек   | Освојено   |
| Сателит                  | Најбољи глумац — играни филм               | Робин Вилијамс | Номинација |
| Сателит                  | Најбоља монтажа                            | Џефри Форд     | Номинација |
| Сатурн                   | Најбољи акциони/авантуристички/трилер филм |                | Номинација |
| Сатурн                   | Најбољи сценарио                           | Марк Романек   | Номинација |
| Сатурн                   | Најбољи глумац                             | Робин Вилијамс | Освојено   |
| Сатурн                   | Најбоља споредна глумица                   | Кони Нилсен    | Номинација |
| Сатурн                   | Најбоља музика                             | Рајнхолд Хајл  | Номинација |